# Dennis Gabor
Dennis Gabor (en hongarès: Gábor Dénes) (5 de juny de 1900 - 8 de febrer de 1979) fou un professor universitari i físic hongarès guardonat amb el Premi Nobel de Física l'any 1971 pel descobriment de l'holografia.

## Biografia
Va néixer el 5 de juny de 1900 a la ciutat de Budapest, en aquells moments integrada en l'Imperi Austrohongarès i que avui dia és la capital d'Hongria. Estudià física entre les universitats de Budapest i Berlín, i es doctorà l'any 1927 amb una tesi doctoral sobre els raigs catòdics.
El 1933 va fugir de l'Alemanya nazi i s'establí al Regne Unit, on va treballar en el departament de desenvolupament de la British Thomson-Houston Company a Rugby, situada al comtat de Warwickshire. L'any 1948, va ingressar a l'Imperial College de Londres i el 1958 va accedir a una plaça de professor de física aplicada, que ocupà fins a la seva jubilació l'any 1967.
Gabor es morí el 9 de febrer de 1979 a la ciutat de Londres, ciutat on havia fixat la seva residència.

## Recerca científica
Després d'iniciar les seves investigacions en el món de l'òptica amb treballs sobre l'oscil·loscopi i el tub de raigs catòdics, el 1947 va inventar un sistema fotogràfic anomenat holografia. Aquest sistema consistia a crear imatges sobre suport pla que, per il·lusió òptica, semblen tridimensionals, però la seva comercialització i èxit no fou efectiu fins a la invenció l'any 1962 del làser, i la creació del primer holograma l'any següent. Per la invenció de l'holografia, un gran avanç tecnològic en el món de la fotografia, el 1971 fou guardonat amb el Premi Nobel de Física.
Gabor també va investigar la manera en la qual es comuniquen i escolten els éssers humans. El resultat d'aquests treballs va ser la primera teoria de la síntesi granular, terme creat pel músic grec Iannis Xenakis. Fou l'introductor de l'anomenat concepte de filtre de Gabor, una variant local de la transformada de Fourier, molt utilitzada avui dia en el món de les telecomunicacions i processament d'imatges. Obtingué més d'un centenar de patents.